# 胶河
胶河，位于中国山东省东部，是南胶莱河右岸支流，发源于青岛市黄岛区六汪镇西南鲁山东麓，向北流经胶州市铺集镇、高密市王吴水库、柏城镇、高密市东、夏庄镇河崖村（原河崖镇）后，经官路滞洪区于高密、胶州和平度三市交界处入南胶莱河。全长100公里，流域面积608平方公里。